# Tihanyi József
Tihanyi József (Paks, 1944. április 21. –) dalénekes, a Pécsi Tudományegyetem I. Számú Gyakorló Iskolájának egykori ének-zene szakos szakvezető tanára.

## Tanulmányai
Tanulmányait a paksi Vak Bottyán Gimnáziumban kezdte, egy évig képesítés nélküli ének-zene tanárként dolgozott a Dunaföldvári II. Számú Általános Iskolában, majd felvételt nyert a Pécsi Tanárképző Főiskolára, ahol 1968-ban szerzett diplomát magyar–ének-zene szakon.  

## Pályafutása
Az általános iskolában 13 évesen Sárközi László osztálytársával harmonika-együttest alakított. Harmonikatanára osztályfőnöke és énektanára: Endrődi József, zongoratanára 4-4 évig Kern Józsefné Walter Kató és Hoffmann Mária volt.
Néhány évig a paksi evangélikus lelkész, Sólyom Károly által működtetett bábcsoportban is tevékenykedett.
1959-ben felvételt nyert a paksi Vak Bottyán Gimnázium Glósz Lajos vezette latin tagozatú 1/A osztályába. Különbözeti vizsgával tanulmányait a Göndöcz István vezette német tagozatos II./B osztályban folytatta. 
Énekes bemutatkozása 1962 tavaszán Soós László – Kemény Egon – Ambrózy Ágoston: „Hatvani diákjai” c. daljátékában Pakson, Dunaszentgyörgyön, Dunakömlődön és Németkéren Kerekes Máté szerepében volt. (Rövid szünetekkel 1959. január elsejétől írja mindennapjait.)
Helikoni aranyérmet (3 alkalommal) paksi diákként szólóénekkel 1963-ban; pécsi főiskolai hallgatóként (1968-cal bezárólag) két alkalommal szerzett.
1963-ban érettségizett a paksi Vak Bottyán Gimnáziumban. 
Az 1963/64-es tanévben képesítés nélküli énektanár, (február 11-től a hatodik C-sek osztályfőnöke) volt a Dunaföldvári II. Számú Általános Iskolában.
Ez után kezdte meg kórusénekesi tevékenységét a Pécsi Tanárképző Főiskola vegyes karában Tillai Aurél vezetése alatt.
Magánéneket Pakson dr. Rézbányay Dezsőtől, Budapesten Posszert Emíliától, Pécsett Váginé Gődel Hildától tanult.
Pécsett zongoratanára Boross Erzsébet és a Bartók-tanítvány Székely Júlia volt.
Magyar – ének-zene szakos diplomáját 1968-ban vette át a Pécsi Tanárképző Főiskolán.
1968/69-es tanévben magyar- és ének-zene tanára volt a Paksi III. Számú Általános Iskolának, ill. november 19-től óraadó ének-zene tanára is lett a paksi Vak Bottyán Gimnáziumnak.
Országos bemutatkozása 1968. november 1-jén Vaughan Williams: „Árva gerle” (dr. Vargha Károly fordítása) és Tillai Aurél: „Elmégy, rózsám?” c. kórusműveiben volt a Kossuth Rádió: „Kóruspódium” c. műsorában.
Röviddel utána 1968. november 10-én élő adásban került műsorba három népdal előadásával a Magyar Televízió „Nyílik a rózsa…” c. énekes versenyének III. elődöntőjén. A televízió versenyére 3412-en jelentkeztek, s 35-en kerültek képernyőre.
Ezt követően a Magyar Rádió népzenei rovatának két évtizedig volt külső munkatársa.
Szólóénekével 1971-től a Magyar Rádió 6-os és 22-es stúdiójában készültek hangfelvételei: Baross Gábor, Borsody László, Daróci Bárdos Tamás, Grabócz Miklós, Györe Zoltán, Kocsár Miklós, Pászti Miklós, Sulyok Imre és Végvári Rezső feldolgozásában abaúji, bakonyi, bodrogközi, bogdánfalvi, csíkvacsárcsi, decsi, felsőiregi, galga-menti, hajdúsági, háromkúti, igali, küküllő-menti, ormánsági, őrségi, szebényi népdalokból. 
A közreműködő kamarazenekarokat Bolberitz Tamás, Hidas Frigyes, Koncz Tamás, Pászti Miklós, Végvári Rezső vezényelte.
Az irodalomtörténész dr. Péczely László, Kodály Zoltán apósa havi rendszerességgel madrigálokat blattoló házi-muzsikálásokat szervezett Pécsett, melyeken Tihanyi József a néprajzkutató, zenei szövegíró és műfordító dr. Vargha Károllyal énekelte a kórusművek tenor szólamait 1969. december 18-ától 1981 októberéig. 
1969. november 15-én Bárdos Lajos: „Istené az áldás” (átírt szöveggel dr. Vargha Károly: „A munka dicsérete”) című kánonjának prózai szövegét 300 tagú egyesített kórus élén mondta el a pécsi (régi) Liszt Teremben. Az összkart Bárdos Lajos vezényelte. 
1969-től 2005-ig ének-zene szakvezető tanára volt a Pécsi Tanárképző Főiskola Alkotmány utcai gyakorló általános iskolájának. 
Gyermekkarát 1969 és 1981; furulyaegyüttesét 1975 és 2003 között vezette. Az eredményesebb énekkari munkáért 1975-ben kollégájával és barátjával, a fizikus Sebestyén Zoltánnal elkészíti a „Makár gyakorlóiskola” Kodály szaktantermének ma is használt görgős énekkari dobogóját. 
1986-ban Tihanyi József közbenjárására sikerült szerződtetni Schóber Tamást a nevezett iskolába, aki azóta világszerte ismert karnaggyá és zeneszerzővé fejlődött úgy, hogy munkájával azóta is változatlanul az intézmény hírnevét öregbíti.
A Pécsi Nevelők Háza Kamarakórusával a Német Szakszervezeti Szövetség (DGB) meghívására 1987. május 15-17-én a 150 tagú magyar kulturális küldöttség tagjaként részt vett Recklinghausenben a Ruhrvidéki Ünnepi Játékok (Ruhrfestpiel) programjában. 
1982-ben az Országos Pedagógiai Intézet (OPI) megbízásából tanári segédkönyvet készített az ének-zeneórák élőzenei szemléltetéséhez „Élőzene az iskolában” címmel.
1993-ban Schóber Tamás – Kastner Erich – Sebők Gábor: „ A két Lotti” c. hangjátékában – (melyből CD-felvétel is készült) – közreműködött az „Anyakönyvvezető” szerepében. Fia, Tamás az „Apa” szerepét alakította.
1996-tól az Apáczai Kiadó felkérésére kollégájával, Schóber Tamással tankönyv-bírálatot és tanári kézikönyv átdolgozást végzett: Első- Második- Harmadik- Negyedik daloskönyvem (országos használatba került és Termék-Nagydíjas elismerésben részesült).
Az éveken át dédelgetett elgondolás ekkor valósulhatott meg, amikor Baranya megye kiemelt jelentőségű intézményében tanítva (PTE 1. Sz. Gyakorlóiskola) felfigyelt rá egy országos jelentőségű tankönyvkiadó, mely fantáziát látva az új koncepcióban, segítségüket kérte a megalkotáshoz. A sikeres zenei fórumokon kivívott szakmai elismerés után a kiadó azonnal bevezette azt. Ez az elgondolás egy 5 CD-s sorozatban realizálódott, ami több mint két évtizeden át állta (1996-2016) apróbb korrekciók mellett az idők próbáját. Átütő sikert jelentett ez a munka a magyar ének-zene oktatásban, hisz ez az anyag jelent meg először CD formátumban kiváló hangminőséget produkálva, melyek a pécsi do-lá stúdió, Dobos László munkáját dicsérik. A hanganyagok megalkotása mellett – annak gyakorlati alkalmazásához -útmutatókat, kísérő módszertani ajánló írásokat készített tanítóknak, tanároknak, karnagyoknak országszerte. Mindemellett aktív részese a magyar zeneéletnek, melynek több műfajában is otthonosan mozog.
E tankönyvekhez Schóber Tamással 5 db (CD-n Magyarországon először megjelent) zenehallgatási antológiát készített (ének, furulya, zongora közreműködéssel), melyekhez szintén módszertani ajánló szövegeket is írt. Zenei rendezője Dobos László.
Ez idő alatt 222 főiskolai- és egyetemi tanárjelölt ének-zene szakvezető tanára, mentora volt.
1972-ben a Kecskeméti Kodály Intézetben Kodály Zoltánné ösztöndíjasa (Kardos Pál, Szabó Miklós, Lendvai Ernő és mások stúdiumain vett részt). 
Az 1970/71-es évadban a „Papkórus” tagjaként volt közreműködője a Pécsi Nemzeti Színház Horváth Zoltán rendezte és Breitner Tamás vezényelte "Varázsfuvola" előadásainak. Erre a dunántúli táj-előadásokkal együtt (1971. július 5-én Győrben is) mintegy félszáz alkalommal került sor.
1981. április 9-én a Magyar Rádióban három székely katonakísérőt vett hangszalagra a Kodály Vonósnégyessel, majd élő stúdió-hangversenyen társult hozzájuk Szakály Ágnes (cimbalom) és Veér István (klarinét).
Az 1971-et követő évtizedekben heti rendszerességgel volt szereplője a Magyar Rádiónak. 
Másfél-ezer feletti azoknak a műsoroknak a száma, amelyek kb. 60%-ban a Kossuth rádión, 20%-ban a Petőfi rádión és 20%-ban a 3. műsoron, későbbi nevén a Bartók rádióban hangzottak el. (Metronom; Nyitány – A hét irodalmi és zenei műsoraiból; Magyar daloskert; Kettőtől ötig – A Magyar Rádió kívánságműsora; A megénekelt Kossuth -1848-as dalok; Zenei érdekességek az elmúlt hét műsoraiból; Százszorszép énekek; Folklór fórum; A szülőföld muzsikája; Népdal-előadók hangalbuma; Geszty Szilvia és Tihanyi József énekel; Népdalok foglalatban; Népzenei magazin; Színes népi muzsika stb.)
1971-76-ig a dr. Várnai Ferenc vezette Pécsi Pávakör vezető szólistája volt. 
Számos hangfelvétele készült a Magyar Rádió Pécsi Regionális Stúdiójában is. Legtöbbször dr. Várnai Ferenc baranyai népdal-feldolgozásaiból. 
1975. április 8-án a Pécsi Rádióban Boross Erzsébet zongora közreműködésével öt dalt énekelt hangszalagra Franz Schubert: „Winterreise” c. dalciklusából.
1974. február 24-én a Sebő Együttessel adta a Mohácsi Busójárás egyik zenei programját.
Gyakorlóiskolai tevékenysége mellett számos énekkar tagja, nemegyszer szólistája: Liszt Ferenc Oratórium Kórus (2 év, Antal György); MÁV Vegyes Kar (2 év, Károly Róbert); Pécsi Evangélikus Kórus, (Lovászné Balázs Magdolna, alkalmanként); Mecsek Kórus (10 év, Tillai Aurél); Szigetvári Tinódi Vegyeskar (4 év, Schóber Tamás); Nevelők Háza Kamarakórusa (név-visszaváltozással: Pécsi Kamarakórus 30 év, Tillai Aurél); Bartók Béla Férfikar (20 év, Lakner Tamás).
Publikációi jelentek meg a zene és a nevelés témakörében: Az ének-zene tanítása; Gyermekünk; Köznevelés; Népművelés; Népszabadság; Parlando; Tanító; ZeneSzó stb. hasábjain.
1974. június 23-án a Magyar Rádió Salgótarjáni III. Országos Népzenei Fesztivál „Fiatalok hangversenye” (élő adásában) Grabócz Miklós népdal-feldolgozásaival állt színpadra.
Szólista szereplője volt a „Te vagy a legény…” c. tévéfilmnek, amely a simontornyai várban Bükkösdi László rendezésében 1979. április 17 és 29-e között készült.
1980-ban a Hungaroton Hanglemezgyártó által kiadott SLPX 18055 HUNGARIAN FOLK SONGS bakelit nagylemezen jelent meg először tolnai és baranyai népdalok szólistájaként.
1980-tól zsűrizett (Arany János, Budai Ilona, Dévai János, Fehér Anikó, Halmos Béla, Olsvai Imre, Petrás Mária, Strausz Kálmán, dr. Várnai Ferenc és mások partnereként) megyei, területi és országos népdal-éneklési versenyeken.
Tillai Aurél: „Pro Pace”; „Elmégy, rózsám?”; „Zengő felett…” című művei ősbemutatóinak első szólistája volt. (Rádióműsor, lemez, CD, nyilvános koncert).
Gioachino Rossini: „Inno ala Pace” (férfikari); Esterházy Pál: Harmonia Caelestis című (vegyes-kari) műveinek is énekes szólistája volt a Magyar Rádióban és nyilvános hangversenyeken.
Baross Gábor: „ Zúgadoz az erdő…”c. népdal-kantátájában Tokody Ilonával volt szólistája az ELTE Bartók Béla Énekkarának 1980. május 27-én a Magyar Rádió 22-es stúdiójában. Később a művet a budapesti MOM Kulturális Központ közönsége előtt rögzítette a Magyar Televízió, melyet ünnepi programjában „Húsvéti muzsika” címen közvetített.
Tillai Aurél: Három virágének (Béborula…; Zöld erdőben…; Hej, páva…) hangfelvétele a Pécsi Bazilika Szent Mór-kápolnájában Szilágyi Tamás gitárkíséretével, Dobos László zenei rendezésével 1983. november 12-én készült. 
Olaszországi bemutatójára Assisiben a „ Festa Musica Pro Harmonia Mundi” („ A világ harmóniájáért”) elnevezésű fesztiválon 1984. július 11-én került sor. 1984. október 20-án a pécsi Liszt Terem közönségének is előadták Czine Mihály irodalomtörténész bevezetőjével: „Szerelem a magyar népköltészetben” címmel. 
Mádi Szabó Gábor színművésszel 1990. november 18-án „Ballada-délután a 6-os stúdióban” a Kossuth rádió egyenes adásában szerepelt.
2008. április 25-én Keszthelyen a Balaton Színházban az Újkori Középiskolás Helikoni Ünnepségek ”Régi Helikonosok Gálája” műsorában Paks-kömlődi népdalok előadásával szerepelt.
2010. július 5-én az "Európa Kulturális Fővárosai" programban hatvanötezer néző előtt énekelt a gelsenkircheni Veltins Arénában, a Shalke 04 labdarúgók stadionjában. A küzdőtéren felállított emelvényen a Bartók Béla Férfikarral, az amerikai dzsesszénekes Bobby McFerinnel adták elő a „Let It Be” c. Beatles-dalt „bobbys” feldolgozásban. A programban a Bochumi Szimfonikusok voltak a közreműködők. A "WDR TV 5" élőben közvetítette az ünnepi műsort. Másnap szerkesztett változatban megismételte, s további három tv-adó is műsorára tűzte.
A Bartók Béla Férfikarral megnyerték az ausztriai grazi és a 2006. júliusi IV. kínai xiameni kórusolimpiát.
2010. november 19-én a berlini Reichstagban, a német Parlament üléstermében is a Bartók Béla Férfikarral énekelt a világháborúk áldozatainak /Volkstrauertag/ gyásznapi megemlékezésén. A "ZDF Televízió" 14 kamerával közvetítette a megemlékezést, s másnap felvételről szerte a világban sugározták a nemzeti adók. 
A Pécsi Kamarakórussal és a Bartók Béla Férfikarral szerepelt a Kultur Casino Bern és a Bécsi Musikverein színpadán. A világhírű bariton Bryn Terfellel, a Bartók Béla Férfikarral 2012. július 8-án a londoni Royal Festival Hall kiemelten híres akusztikájú koncerttermében énekelt.
A svájciak ünnepi karácsonyán a kibővített „Tillai Kórussal”, a Pécsi Szimfonikus Zenekarral, Hans Richter vezényletével több alkalommal is a Tonhalle színpadára állt Zürichben Beethoven: IX. Szimfóniájában.
Ugyanezzel a nagy létszámú együttessel nyugat-európai turnén is részt vett Joseph Haydn: Az évszakok és Carl Orff: Carmina Burana c. alkotásaival: Baden, Basel, Bern, Freiburg, Fulda, Hamburg, Kiel, Luzern, Passau, Saarbrücken, St. Gallen stb. városaiban 1993. dec. 21-1994. jan. 2; 1994. dec. 24-1995. jan. 8; valamint 1995. dec. 26 és 1996. jan. 4 között.
Énekelt a Minneapolisi Concert Hallban, a RAI auditóriumában, a Brüsszeli BRT 4-es stúdiójában, a montevideoi Metropolitana Katedrálisban, a Buenos Aires-i és a Sao Paulo-i Magyar Házban, a Világ Folkloriada műsorában az argentínai San Juanban, 1981 októberében a kölni zeneakadémián, 1974 szeptemberében a Torinoi Teatro Reggioban. 1974. október 27-én a Magyar Rádió 6-os stúdiójában szerepelt azon a hangfelvételen, amellyel az „Énekeljenek a népek!” c. nemzetközi kórusversenyét nyerte meg a Pécsi Kamarakórus.
A Magyar Televízió „Crescendo” c. (a Pécsi Kamarakórusról forgatott) filmjének is szereplője volt 1981. jan. 9-én.
Alapító vezetőségi tagja a pécsi Bárdos Társaságnak (1991); alapító tagja a Pécs-Baranyai Kodály Társaságnak (1995) és az Orpheus Bordalnok Lovagrendnek (2005).
Közreműködései énekesként: 38 CD, 10 nagylemez, 14 műsoros kazetta (BNL; do-la; londoni Somm hanglemezcég; Hungaroton Hanglemezgyártó kiadásában).

## Elismerései
- Szocialista Kultúráért (1981)
- Tanárképzésért Érdemérem (2000)
- Arany Katedra díj (2006)